# Hoàn Kiếm

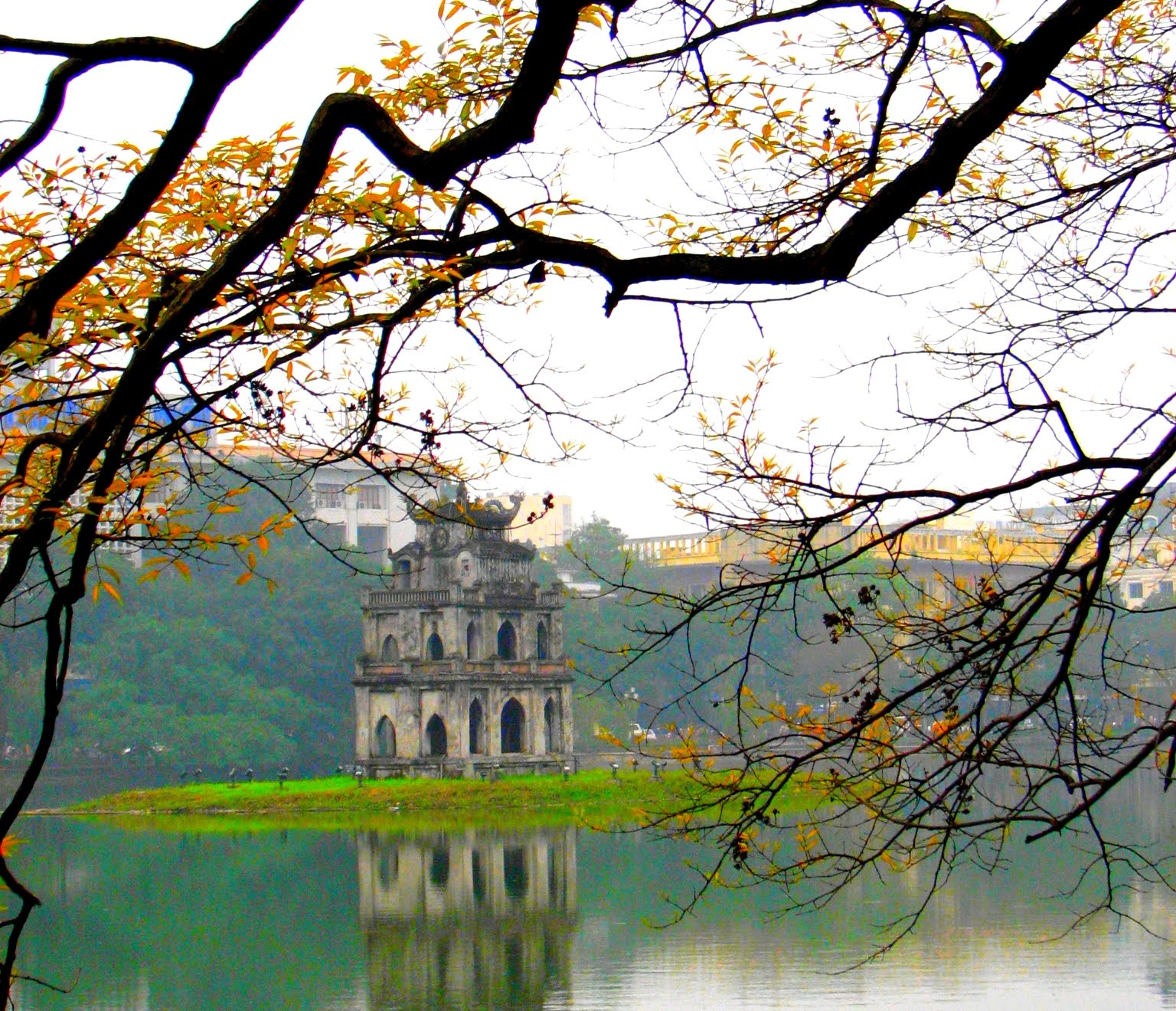
Tháp Rùa (Torre de la Tortuga) en el lago Hoàn Kiếm, construido en conmemoración a la leyenda de Kim Quy.

Hoan Kiem (Hoàn Kiếm) es un distrito de la ciudad de Hanoi, la capital de Vietnam, nombrado en honor al lago.
El distrito de Hoan es el centro de la ciudad y también el distrito comercial de Hanoi. La mayoría de las atracciones turísticas de la ciudad se encuentran junto al lago, como por ejemplo: la Ópera de Hanói, el museo de historia de Vietnam y el teatro de marionetas de agua.
- Datos: Q1134529
- Multimedia: Hoàn Kiếm District / Q1134529